# Antinhac (Cantal)
Antinhac (en francès Antignac) és un municipi francès del departament de Cantal, a la regió d'Alvèrnia-Roine-Alps.